# Чужий-51
«Чужий 51» —  американський малобюджетний науково-фантастичний фільм 2004 року режисерів Бреннона Джонса та Пола Вінна.

## Про фільм
Іншопланетна істота втікає з дослідницької лабораторії в сумнозвісній «Зоні 51».
Починається полювання на колишніх мучителів.

## Знімались
| Актор           | Роль       |
| --------------- | ---------- |
| Гайді Флейс     | Евелда     |
| Даміан Дельгадо | Спек       |
| Чейз Гойт       | Психобіллі |
| Міа Рівертон    | Гілларі    |